# Heinrich Husmann
Heinrich Husmann (* 16. Dezember 1908 in Köln; † 8. November 1983 in Brüssel) war ein deutscher Musikwissenschaftler und Hochschullehrer.

## Leben
Er war Schüler von Friedrich Ludwig in Göttingen sowie von Johannes Wolf, Arnold Schering, Friedrich Blume und Erich Moritz von Hornbostel in Berlin.
In seiner Assistentenzeit 1933–1939 in Leipzig betreute er die Instrumentensammlung im Grassimuseum. Am 5. Juli 1937 beantragte er die Aufnahme in die NSDAP und wurde rückwirkend zum 1. Mai desselben Jahres aufgenommen (Mitgliedsnummer 4.300.254).
Auf seine Initiative als Lehrstuhlinhaber hin wurde im Jahr 1964 die Musikinstrumentensammlung der Universität Göttingen als Lehr- und Forschungssammlung eingerichtet.
Schüler waren bei ihm unter anderem Hans-Peter Reinecke, Tibor Kneif und Ursula Günther.

## Schriften (Auswahl)
- als Herausgeber mit Walter Gerstenberg und Harald Heckmann: Bericht über den internationalen musikwissenschaftlichen Kongreß Hamburg 1956. Bärenreiter, Kassel u. a. 1957.
- als Herausgeber mit Irénée Hausherr, Giulio Antonio Santori, John Krajcar: Die Melodien des chaldäischen Breviers Commune, nach den Traditionen Vorderasiens und der Malabarküste, Pontificium Institutum Orientalium Studiorum 1967
- als Herausgeber mit Giulio Antonio Santori, Irénée Hausherr, John Krajcar: Cardinal Giulio Antonio Santoro and the Christian East: Santoro's audiences and consistorial acts, Pontificium Institutum Orientalium Studiorum 1967
- Die mittelalterliche Mehrstimmigkeit. (Band 9 der 47 Bände umfassenden  Beispielsammlung Das Musikwerk), Arno Volk Verlag, Köln
- als Herausgeber: Die drei- und vierstimmigen Notre-Dame-Organa Kritische Gesamtausgabe. (Jahrgang 11 der 14 Bände umfassenden Editionsreihe mit musikalischen Werken Publikationen älterer Musik), Breitkopf & Härtel, Leipzig.
- Einführung in die Musikwissenschaft. Noetzel, Wilhelmshaven 1991, ISBN 3-7959-0189-8 (4. Aufl.)